# 合成大麻素

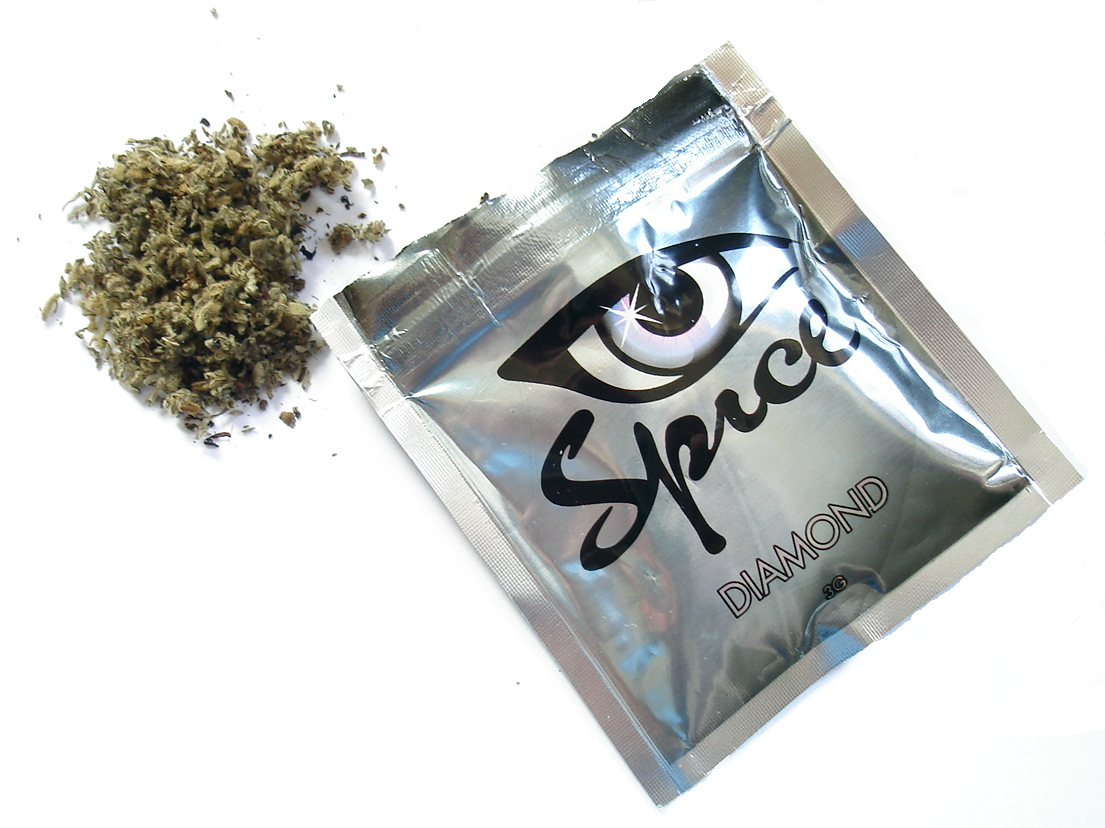
這一包早期品牌叫作「香料」的草本藥草「香氛」。其實是一包混合了合成大麻素的藥草。因對人體傷害極大，故現在在世界許多地方是非法的。

合成大麻素（英語：Synthetic cannabinoids），是多種非大麻植物製作的合成化學毒品。该化学物質與在大麻植物中發現的大麻素不同，但也可與大麻素受體結合。它們是設計師藥物，通常灑在植物性產品上用以吸食，但自2016年以來在美國和英國也發現能以濃縮液體形式食用。其名稱有時依成份或其他理由被稱為K2、Spice（香料）、Genie（精靈）、Zohai（佐海）、迷幻鼠尾草等多種名稱。
為了規避使用大麻非法的法律，合成大麻素混合物首先在2000年代早期出售，為了使合成大麻素成為一種可製造的合法藥物，使用大量和復雜的合成大麻素，最常見的是大麻二環己醇、JWH-018、JWH-073或HU-210。他們以各種品牌名稱，在線上，在大麻商店（Head shop）和其他商店銷售。
2021年7月1日起，中华人民共和国公安部、国家卫健委和国家药品监督管理局将合成大麻素类物质进行整类列管。

## 作用
燃燒吸食可產生類似大麻成份四氫大麻酚的興奮反應，剛開始有時間延遲感、感覺時間變長，增強味覺、聽覺，效果快但短，使用容易上癮、加重劑量，可能導致個性改變、對任何事情不在乎，產生倦怠、失眠、日夜顛倒、腹瀉、嘔吐、噁心、認知功能下降、對事物失去興趣或責任感。持續使用會有空間與時間幻覺、意識不清與混亂，記憶力衰退，頭暈目眩，持續使用可能會造成昏迷。戒斷時會焦慮、喪失自信，有想吸食的衝動，大約2周可以戒除，戒除的期間會產生，厭食，疲倦無力，腦部功能低下，言語吃力，造成腦部不可逆傷害，影響生活、學習、工作、家庭、社交等。為嚴重影響社會以及經濟的新興毒品。
主要產地為中、韓等亞洲國家，多以香料或草藥名義輸往各地。由於不含大麻成份，未被列入大麻監管及毒品檢驗範圍，因而流行歐美，擴散亞洲。目前歐洲多國列為違禁品，美國多州擬立法管制，美軍已明令禁止，美国缉毒局（DEA）則列為「藥品或關切的化學物」。
合成大麻對濫用者的影響，視乎有關毒品的合成比例。吸食者可能有荒唐行為。